# Alpha Hydri
Alpha Hydri (α Hyi, α Hydri) là ngôi sao sáng thứ hai trong chòm sao quanh cực phía nam của Thủy Xà. Nó có thể dễ dàng nhìn thấy bằng mắt thường với cường độ thị giác rõ ràng là +2,9. Đôi khi nó được gọi một cách không chính thức là Head of Hydrus. Điều này không nên nhầm lẫn với Alpha Hydrae (Alphard) trong chòm sao Hydra. Alpha Hydri là một trong ba ngôi sao duy nhất trong chòm sao Hydrus nằm trên cường độ thị giác thứ tư. Ngôi sao này có thể dễ dàng nằm ở phía nam và phía tây của ngôi sao nổi bật Achernar trong chòm sao Ba Giang.
Dựa trên các phép đo thị sai từ nhiệm vụ Hipparcos, Alpha Hydri nằm ở khoảng cách khoảng 71,8 năm ánh sáng (22,0 parsec)  từ Trái đất. Ngôi sao gần mức khổng lồ này lớn hơn 80%  và lớn gấp đôi Mặt trời, với sự phân loại sao là F0 IV. Nó đạt niên đại khoảng 810 triệu năm tuổi  và đang tỏa ra 32 lần độ sáng của Mặt trời từ bầu khí quyển bên ngoài của nó ở nhiệt độ hiệu dụng 7.077 K. Alpha Hydri phát ra tia X tương tự như Sao Ngưu Lang. Các thành phần vận tốc không gian của ngôi sao này là [U, V, W] = [−14, −14, -2] km/s.

## Đặt tên
Trong tiếng Trung có ghi nhận tên của các chòm sao nam bán cầu châu Âu vào hệ thống của Trung Quốc, 蛇首  (Shé Shǒu), có nghĩa là Đầu rắn, dùng để chỉ một dấu hoa thị bao gồm α Hydri và β Reticuli. Do đó, bản thân α Hydri được gọi là 蛇首一  (Shé Shǒu yī, tiếng Anh: the First Star of Snake's Head.) 